# ساری سو، بیلقان
ساری‌سو (به لاتین: Sarısu) یک منطقه مسکونی در جمهوری آذربایجان است که در شهرستان بیلقان واقع شده است. ساری‌سو ۶۳۵ نفر جمعیت دارد.